# Пономарево (Дмитриевское сельское поселение)
Пономарёво — деревня в Даниловском районе Ярославской области. Входит в состав Дмитриевского сельского поселения.

## География
Находится в северо-восточной части Ярославской области на расстоянии приблизительно 23 км на юг-юго-восток по прямой от железнодорожного вокзала города Данилова, административного центра района.

## История
В 1859 году здесь (деревня Даниловского уезда Ярославской губернии) было учтено 17 дворов, в 1898 — 20.

## Население
Численность населения: 96 человек (1859 год), 25 (русские 100 %) в 2002 году, 23 в 2010.